# Khalaj Darreh
Khalaj Darreh (persiska: خلج دره) är en ort i Iran.   Den ligger i provinsen Lorestan, i den västra delen av landet, 300 km sydväst om huvudstaden Teheran. Khalaj Darreh ligger 1 747 meter över havet och antalet invånare är 135.
Terrängen runt Khalaj Darreh är varierad.Runt Khalaj Darreh är det ganska tätbefolkat, med 72 invånare per kvadratkilometer. Närmaste större samhälle är Aznā, 18,8 km öster om Khalaj Darreh. Trakten runt Khalaj Darreh består i huvudsak av gräsmarker.